# Karlsruhe járás
Karlsruhe járás egy járás Baden-Württembergben. Karlsruhe járás Rastatt, Enz, Karlsruhe, Calw, Heilbronn, Rhein-Neckar, Germersheim, Rhein-Pfalz és Speyer járásokkal határos. Lakosainak száma 435 841 fő (2015. december 31.).

## Népesség
A járás népessége az elmúlt években az alábbi módon változott:
| Lakosok száma | 427 106 | 435 841 | 444 232 |
|               | 2014    | 2015    | 2019    |